# L'Enderrocada
L'Enderrocada és una muntanya de 765 metres que es troba entre els municipis de Capçanes, a la comarca del Baix Camp i de Tivissa, a la comarca del Ribera d'Ebre.